# Johannes I. von Blankenfelde

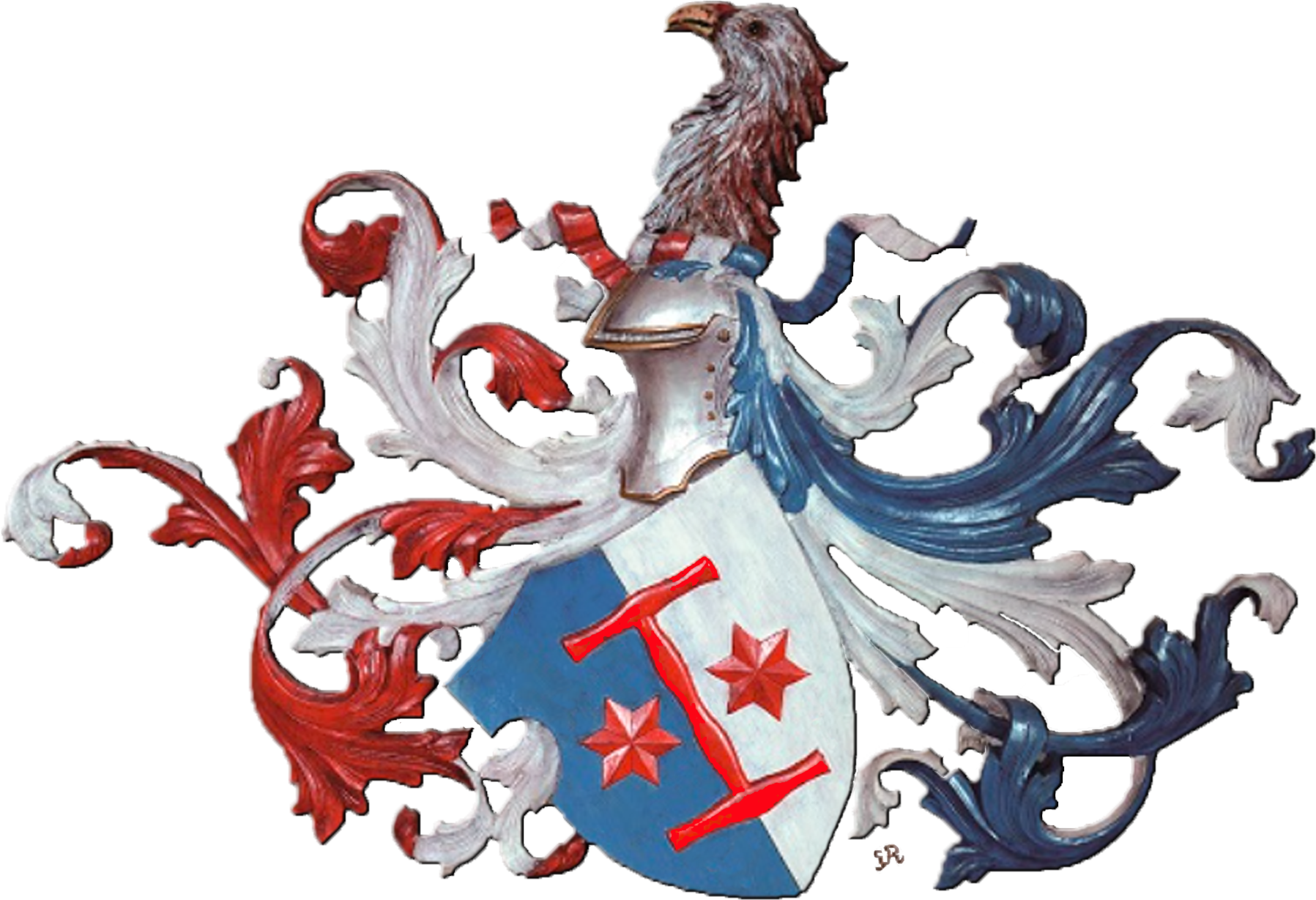
Wappenschild des Adelsgeschlechts von Blankenfelde

Johannes I. von Blankenfelde (* um 1240; † 1320 in Berlin) war der Stammvater der Berliner Patrizierfamilie Blankenfelde und der erste von insgesamt sieben Berliner Bürgermeistern dieser Familie. 1294 ist er Ältermann.
Ein Ratsmann seines Namens wird im Gildenbrief der Schuster vom 2. Juni 1284 und in dem Gildenbrief der Schneider vom 10. April 1288 erwähnt. Möglicherweise handelt es sich um den späteren Altermann, der damals bereits im Stadtrat vertreten war.